# زیرشمولی و فراشمولی

یک اصطلاح چتری (UmbrellaTerm) یا چتر مفهومی در زبان‌شناسی به عنوان فرانام واژگان به شمار می‌رود.

در زبان‌شناسی، یک واژۀ زیرنام یا زیرشمول (به انگلیسی: hyponym) واژه یا گروهی است که حوزه معنایی آن در حوزه معنایی یک واژۀ دیگر، بخشی از واژۀ فرانام یا فراشمول (به انگلیسی: hypernym) را تشکیل داده و در آن گنجانده می‌شود. برای نمونه، گنجشک، کلاغ و سینه‌سرخ همگی زیرشمول‌های پرنده و حیوان هستند و پرنده و حیوان هردو فراشمول گنجشک، کلاغ و سینه‌سرخ می‌باشند.